# Daniel Kocourek
Daniel Kocourek (12 dicembre 1986) è un calciatore ceco, centrocampista del Jablonec.